# Hugo Pinas
Hugo Marcel Pinas (circa 31 oktober 1951) is een Surinaams politicus en bestuurder. Tot 2011 was hij districtscommissaris. Hij is actief voor van de Bond voor Belangenbehartiging Gepensioneerden uit Overheidsdienst (BBGO) en daarnaast is hij lid van het Actiecomité Alcoa. Voor de partij Democratie en Ontwikkeling in Eenheid (DOE) kandideerde hij tijdens de verkiezingen van 2015 en van 2020 voor een zetel in De Nationale Assemblée.

## Biografie
Pinas was van minimaal 2005 tot 2011 districtscommissaris, eerst in Brokopondo en vervolgens in Para. Na zijn vertrek pensioneerde hij op 60-jarige leeftijd en richtte hij voor het district de stichting Kraka Para Baka (ruggensteun voor Para) op met het doel om de prestaties van de schooljeugd te verbeteren.
Tijdens de verkiezingen van 2015 stelde hij zich voor de partij DOE verkiesbaar voor De Nationale Assemblée, maar werd niet verkozen.
Rond 2017/2018 is hij actief voor het actiecomité van de Bond voor Belangenbehartiging Gepensioneerden uit Overheidsdienst (BBGO). Daarnaast maakt hij heel uit van het Actiecomité Alcoa. Tijdens verkiezingen van 2020 kandideerde hij opnieuw voor DOE. Zijn partij verwierf in 2020 echter geen zetels.